# Цео број
Цели бројеви, поједностављено говорећи, су сви „округли“ бројеви, тј. без децимала, укључујући нулу, позитивне и негативне бројеве. То су дакле бројеви 0, 1, 2, 3, ..., 100, 101, итд, али и бројеви -1, -2, -3, ..., -100, -101, итд.
Скуп свих целих бројева се у математици означава великим латиничним словом {\displaystyle \mathbb {Z} }, и спада у пребројиве скупове. Скуп целих бројева састоји се од нуле (0), позитивних природних бројева (1, 2, 3, ...), који се називају и цели бројеви или редни бројање, и њихових адитивних инверзних вредности (негативни цели бројеви, тј. −1, −2, −3, ...). Скуп целих бројева често се означава подебљаним словима, Z или {\displaystyle (\mathbb {Z} )}, слова „Z”, што потиче од првобитне немачке речи Zahlen („бројеви”).

## Симбол
Симбол {\displaystyle \mathbb {Z} } се може користити да означава различите скупове, са различитим употребама међу различитим ауторима: {\displaystyle \mathbb {Z} ^{+}},{\displaystyle \mathbb {Z} _{+}} или {\displaystyle \mathbb {Z} ^{>}} за целе позитивне бројеве, {\displaystyle \mathbb {Z} ^{0+}} или {\displaystyle \mathbb {Z} ^{\geq }} за не-негативне целе бројеве и {\displaystyle \mathbb {Z} ^{\neq }} за целе бројеве који нису нула. Неки аутори користе {\displaystyle \mathbb {Z} ^{*}} за целе бројеве који нису нула, док га други користе за не-негативне целе бројеве или за {–1, 1}. Поред тога, {\displaystyle \mathbb {Z} _{p}} се користи за означавање било целог броја по модулу p (тј., скупа класа подударности целих бројева), или скуп p-адитивних целих бројева.

## Алгебарска својства
Као и природни бројеви, скуп {\displaystyle \mathbb {Z} } је затворен за операције сабирања и множења. То значи да је збир и производ било која два цела броја опет цео број. Међутим, за разлику од природних бројева, скуп целих бројева је затворен и за одузимање. Ово не важи и за дељење, јер количник два цела броја не мора да буде цео број (на пример, 1 подељено са 2).
|                                            | сабирање                                                            | множење                                                                 |
| ------------------------------------------ | ------------------------------------------------------------------- | ----------------------------------------------------------------------- |
| Затвореност:                               | a + b је цео број                                                   | a × b је цео број                                                       |
| Асоцијативност:                            | a + (b + c) = (a + b) + c                                           | a × (b × c) = (a × b) × c                                               |
| Комутативност:                             | a + b = b + a                                                       | a × b = b × a                                                           |
| Постојање елемента идентитета:             | a + 0 = a                                                           | a × 1 = a                                                               |
| scope="row" Постојање инверзних елемената: | a + (−a) = 0                                                        | Једини инвертабилни цели бројеви (који се називају јединице) су −1 и 1. |
| Дистрибутивност:                           | a × (b + c) = (a × b) + (a × c) and (a + b) × c = (a × c) + (b × c) | a × (b + c) = (a × b) + (a × c) and (a + b) × c = (a × c) + (b × c)     |
| Нема нултог делитеља:                      |                                                                     | Ако је a × b = 0, онда a = 0 или b = 0 (или оба)                        |

Правила за сабирање целих бројева:
- Знак збира је исти као знак сабирка са већом апсолутном вредношћу.
- Апсолутна вредност збира једнака је:
  - збиру апсолутних вредности сабирака, ако су знаци сабирака исти;
  - разлици апсолутних вредности сабирака, ако су знаци сабирака различити.

## Теоретска својства реда
{\displaystyle \mathbb {Z} } је потпуно уређен скуп без горње или доње границе. Редослед {\displaystyle \mathbb {Z} } је дат са: ... −3 < −2 < −1 < 0 < 1 < 2 < 3 < ... Цео број је позитиван ако је већи од нуле, а негативан ако је мањи од нуле. Нула се дефинише као ни негативна, нити позитивна.
Поредак целих бројева компатибилан је са алгебарским операцијама на следећи начин:
1. ако су a < b и c < d, онда је a + c < b + d
2. ако је a < b и 0 < c, онда је ac < bc.

Стога следи да је {\displaystyle \mathbb {Z} } заједно са горенаведеним редоследом уређен прстен.
Цели бројеви су једина нетривијална потпуно уређена абеловска група чији су позитивни елементи добро уређени. Ово је еквивалентно тврдњи да је било који Нотеров прстен вредновања поље - или дискретни прстен вредновања.

## Конструкција
У настави основних школа цели бројеви се често интуитивно дефинишу као (позитивни) природни бројеви, нула и негације природних бројева. Међутим, овај стил дефиниције доводи до много различитих случајева (сваку аритметичку операцију треба дефинисати на свакој комбинацији типова целих бројева) и тиме се отежава доказивање да се цели бројеви покоравају различитим законима аритметике. Због тога се у савременој теоретској математици скупова уместо тога често користи апстрактнија конструкција која омогућава дефинисање аритметичких операција без разликовања засебних подсетова. Тако се цели бројеви могу формално конструисати као класе еквиваленције уређених парова природних бројева (a,b).
Интуитивно разумевање је да (a,b) представља резултат одузимања b од a. Да би се потврдило очекивање да 1 − 2 и 4 − 5 означавају исти број, дефинише се однос еквиваленције ~ на овим паровима следећим правилом:
{\displaystyle (a,b)\sim (c,d)}
тачно када
{\displaystyle a+d=b+c.}
Сабирање и множење целих бројева може се дефинисати у смислу еквивалентних операција на природним бројевима; коришћењем [(a,b)] за означавање класе еквиваленције која има (a,b) као члан, добија се:
{\displaystyle [(a,b)]+[(c,d)]:=[(a+c,b+d)].}
{\displaystyle [(a,b)]\cdot [(c,d)]:=[(ac+bd,ad+bc)].}
Негација (или инверзни адитив) целог броја добија се обрнутим редоследом пара:
{\displaystyle -[(a,b)]:=[(b,a)].}
Отуда се одузимање може дефинисати као сабирање инверзије адитива:
{\displaystyle [(a,b)]-[(c,d)]:=[(a+d,b+c)].}
Стандардно уређивање целих бројева дато је са:
{\displaystyle [(a,b)]<[(c,d)]} ако и само ако {\displaystyle a+d<b+c.}
Лако се може проверити да су ове дефиниције независне од избора представника класа еквиваленције.
Свака класа еквиваленције има јединствени члан који има облик (n,0) или (0,n) (или оба одједном). Природни број n је идентификован са класом [(n,0)] (i.e.. природни бројеви су део целих бројева папирањем n у [(n,0)]), и класа [(0,n)] је означена као −n (ово покрива све преостале класе и даје класу [(0,0)] други пут јер је −0 = 0.
Тако је, [(a,b)] означено са
{\displaystyle {\begin{cases}a-b,&{\mbox{ако је  }}a\geq b\\-(b-a),&{\mbox{ако је  }}a<b.\end{cases}}}
Ако су природни бројеви идентификовани са одговарајућим целим бројевима (користећи горе наведена уграђивања), ова конвенција не ствара нејасноће.
Овај запис опоравља познати приказ целих бројева као {..., −2, −1, 0, 1, 2, ...} .
Неки примери су:
{\displaystyle {\begin{aligned}0&=[(0,0)]&=[(1,1)]&=\cdots &&=[(k,k)]\\1&=[(1,0)]&=[(2,1)]&=\cdots &&=[(k+1,k)]\\-1&=[(0,1)]&=[(1,2)]&=\cdots &&=[(k,k+1)]\\2&=[(2,0)]&=[(3,1)]&=\cdots &&=[(k+2,k)]\\-2&=[(0,2)]&=[(1,3)]&=\cdots &&=[(k,k+2)].\end{aligned}}}
У теоријском рачунарству други приступи за конструисање целих бројева користе се помоћу аутоматизованих доказивача теорема и механизама за реформулацију термина. Цели бројеви су представљени као алгебарски појмови изграђени помоћу неколико основних операција (нпр. zero, succ, pred) и, вероватно, коришћењем природних бројева, за које се претпоставља да су већ конструисани (користећи, рецимо, Пеанов приступ).
Постоји најмање десет таквих конструкција знаковних целих бројева. Ове конструкције се разликују на неколико начина: број основних операција које се користе за конструкцију, број (обично између 0 и 2) и врсте аргумената које ове операције прихватају; присуство или одсуство природних бројева као аргумената неких од ових операција и чињеница да су те операције слободни конструктори или не, тј. да се исти цео број може представити користећи само један или више алгебарских појмова.